# 아리카와정
아리카와정(有川町)은 나가사키현 고토열도의 북부에 있던 정이다. 
2004년 8월 1일에, 가미고토정·와카마쓰정·신우오노메정·나라오정과 합병해 신카미고토정이 되었다.

## 지리
고토열도 나카도리섬의 동쪽 전체 및 주변 섬 지역을 마을 구역으로 한다.

## 역사
- 1889년 4월 1일 - 정촌제 시행에 의해 미나미마쓰우라군 아리카와촌이 성립하였다.
- 1934년 10월 17일 - 정으로 승격해 아리카와정이 되었다.
- 2004년 8월 1일 - 가미고토정·와카마쓰정·신우오노메정·나라오정과 합병해 신카미고토정이 되어, 아리카와정은 소멸하였다.

## 교육

### 중학교
- 아리카와초립 아리카와 중학교

### 초등학교
- 아리카와정립 다테사키우라 초등학교
- 아리카와정립 가미노우라 초등학교
- 아리카와정립 오타 초등학교
- 아리카와정립 히가시우라 초등학교
- 아리카와정립 아리카와 초등학교

사키우라 초등학교, 가미노우라 초등학교, 오타 초등학교는 신카미고토정에 합병된 후 폐교되었다.